# Калибиши
Калибиши (англ. Calibishie) — поселение прихода (округа) Святого Андрея на северо-востоке Доминики.
Занимает 19 место по численности населения в Доминике и 4 место в приходе (округе) Святого Андрея. Находится в 32 км от столицы Розо, 12 км от Портсмута и 8 км от Мариго
Расположено на северном побережье острова, восточнее деревни Хэмпстед, защищено от океана самым длинным барьерным рифом на острове. Считается одним из самых красивых и нетронутых мест Доминики. Однако, и наименее туристическим районом острова. У Калибиши побережье прямо сливается с тропическим лесом.
Планировка посёлка состоит из домов вдоль плоской песчаной прибрежной полосы между реками Лайвье-Сале и Лайвье-Доу.
Побережье здесь тянется от скал Пеннвилля, через живописную рыбацкую деревню до пляжей Мариго. Ландшафт меняется с пляжного на тропический лес буквально за 1,5-2 километра.
Существуют пляжи Батибу, Хэмпстед, Ходжес, Пойнт-Батист, Черепаший и Вудфорд-Хилл. На месте бывших плантаций теперь жилые районы Хэмпстед и Ходжес.
Важной природной особенностью являются прибрежные скалы, известные как Порт-д’Энфе, «Врата ада» или Майянбаккали на Карибах.
Население посёлка в 2010 году составляло 907 жителей. В 1991 году здесь проживал 1018 человек. Местное население, в основном, занято сельским хозяйством и рыболовством.

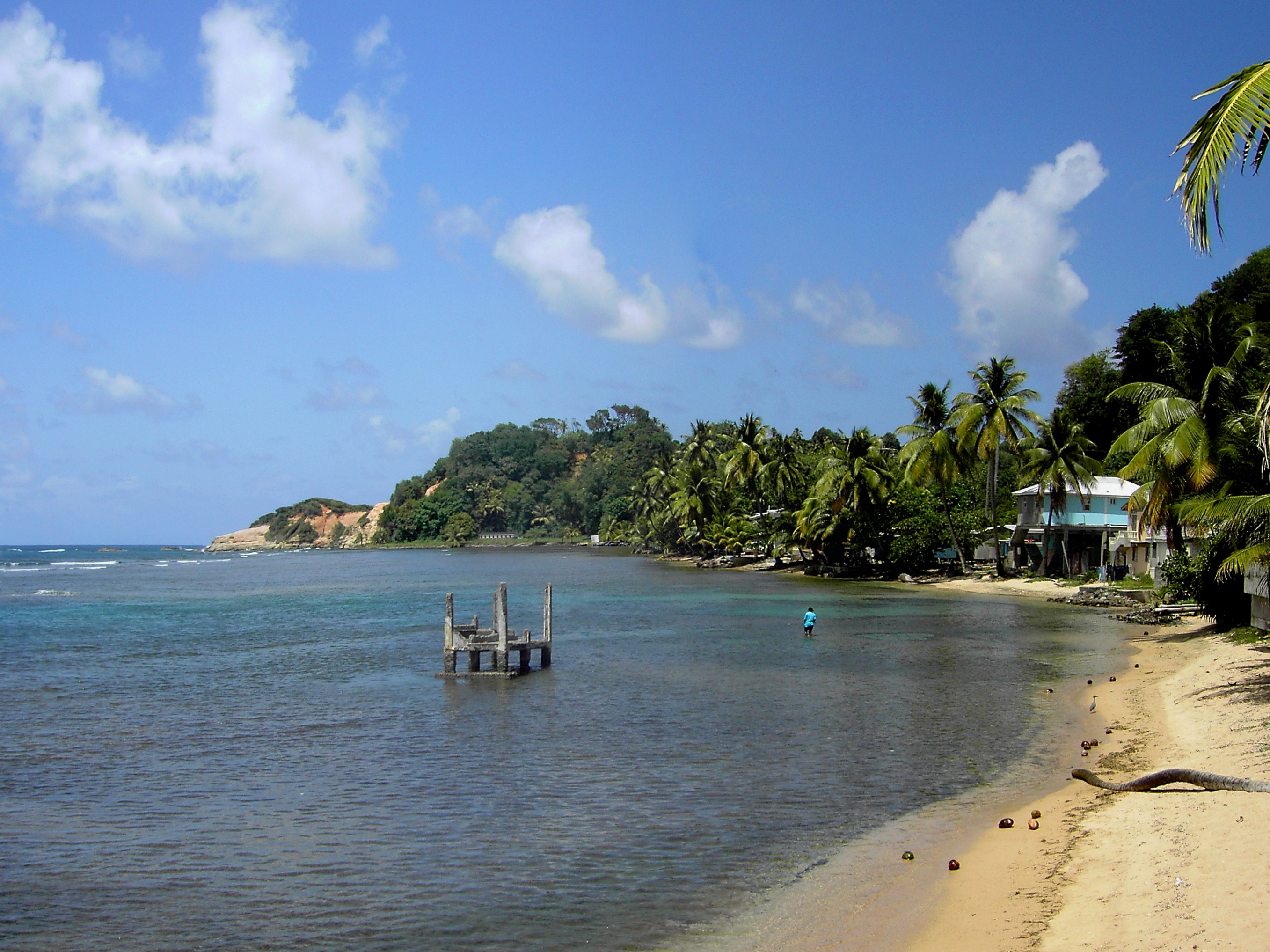
Calibishie Beach

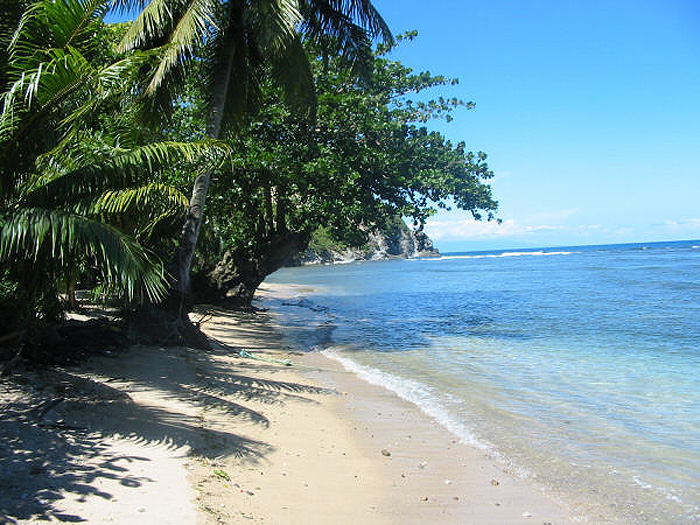

.

## История
Доколумбовые, а затем и карибские поселения существовали в районе, известном как «Залив», и в Пойнт-Батист, где сто карибов, как записано в документах, проживали ещё в 1760-х годах.

## Топонимика
Своё название получил от сочетания слов араваканского языка, на котором говорили первые обитатели острова — калинаго, позже переименованные в «карибов» европейскими колонизаторами. В переводе слово «cali» означает «сеть», а bishie — «риф», «Калибиши» означает «сеть подводных камней». Европейцев привлекли богатые рыбой прибрежные воды, лес, использовавшийся для строительства, и подходящая почва для ведения сельского хозяйства.
Климат тропический пассатный, с круглогодичной температурой воздуха 26-28 градусов тепла, сезон дождей приходится на период с июня по октябрь.